# Impatiens klossii
Impatiens klossii är en balsaminväxtart som beskrevs av Ridley. Impatiens klossii ingår i släktet balsaminer, och familjen balsaminväxter. Inga underarter finns listade i Catalogue of Life.